# Trachelium caeruleum
La flor de la viuda o alfileres   (Trachelium caeruleum) es una especie de la familia de las campanuláceas.

## Descripción
Planta perenne, casi glabra, de base leñosa, de hasta 1 m de alto. Hojas laternas, ovaladas hasta acorazonadas, cortamente pecioladas, con el margen doblemente aserrado y normalmente ciliado, de hasta 10 cm de largo y 4-7 cm de ancho. Flores pequeñas, en inflorescencias umbeladas, terminales, normalmente gruesas, de hasta 10 cm de ancho. Cáliz dividido en 5 partes. Corola con tubo estrecho, de más o menos 5 mm de largo y con 5 pétalos libres, cortos, violeta azulado, raramente blanco. 5 estambres con filamentos glabros y anteras libres. Estilo que sobresale mucho de la flor, con el ápice engrosado, con 2-3 estigmas. Ovario ínfero; cápsula que se abre con 2-3 poros.

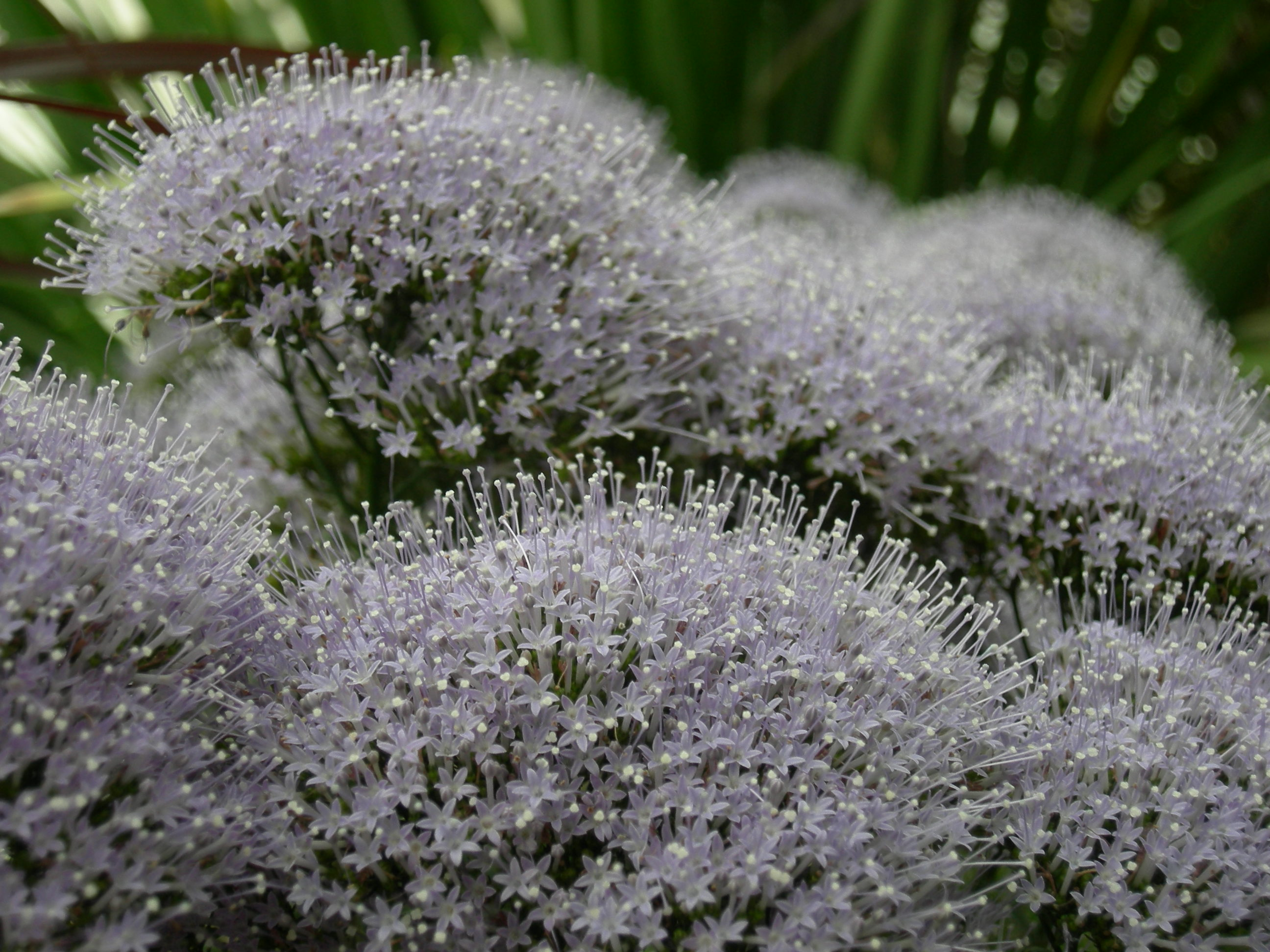

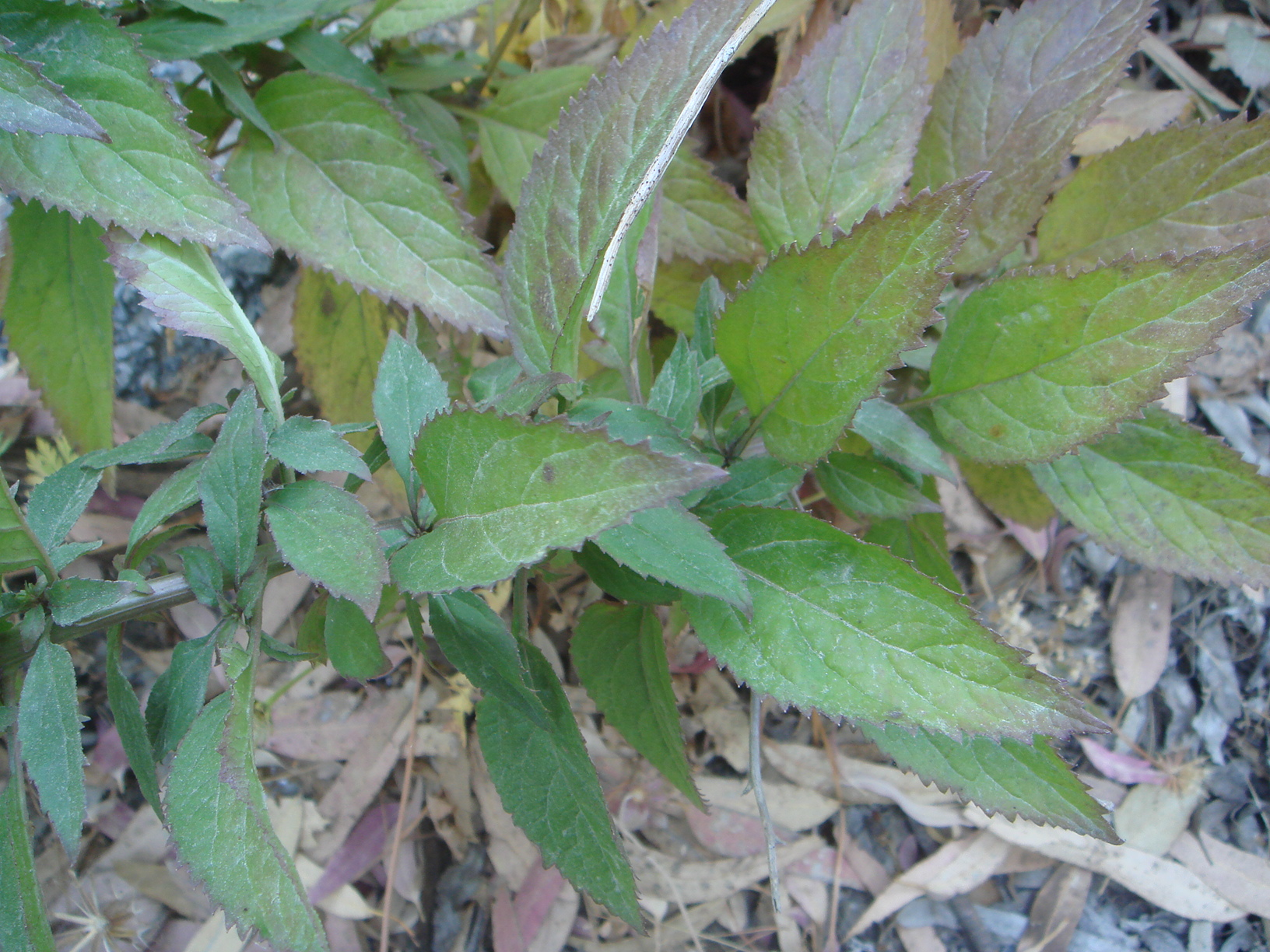
Detalle de las hojas

## Hábitat
Paredes húmedas, sombrías, roquedales.

## Distribución
En el Mediterráneo occidental, hasta Sicilia. Se cultiva con frecuencia.

## Taxonomía
Trachelium caeruleum fue descrita por Carlos Linneo y publicado en Species Plantarum 1: 171. 1753.
Subespecies
- Trachelium caeruleum L. subsp. lanceolatum tiene las hojas más estrechas con pecíolos alados; sólo aparece en Sicilia.
- Trachelium caeruleum L. subsp. caeruleum en el Mediterráneo occidental.

Sinonimia
- Trachelium azureum Gouan, Hortus Monsp.: 100 (1762).
- Trachelium caeruleum f. isabellinum Voss, Vilm. Blumengärtn. ed. 3, 1: 563 (1894).
- Trachelium caeruleum f. brevidentatum Sennen & Mauricio in Sennen, Diagn. Nouv.: 236 (1936).
- Trachelium caeruleum f. longiflorum Sennen & Mauricio in Sennen, Diagn. Nouv.: 236 (1936).[3]

## Nombre común
- Castellano: alfileres, cege, flor del alfiler, flor de la viuda, flor de viuda, hermosilla, hierba de la viuda, jabonera, lilas, sánalo todo, toronja, valeriana.[4]